# Brook Watson, 1. Baronet

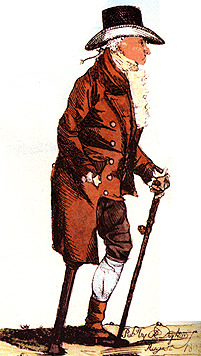
Karikatur Watsons von Robert Dighton (1803)

Sir Brook Watson, 1. Baronet (* 7. Februar 1735 in Plymouth; † 2. Oktober 1807 in London) war ein britischer Kaufmann, Soldat und Lord Mayor of London. Besonders bekannt wurde er durch das Gemälde Watson und der Hai des Malers John Singleton Copley aus dem Jahre 1778, das zeigt, wie Watson als Junge von einem Hai angegriffen wird.

## Frühe Jahre
Brook Watson war der einzige Sohn von John Watson und dessen Frau Sara. 1741 wurde er Vollwaise und zu Onkel und Tante in die Vereinigten Staaten nach Boston geschickt. Der Onkel war Kaufmann, der Handel auf den Westindischen Inseln betrieb. Schon bald zeigte Watson ein besonderes Interesse für die Seefahrt, und sein Onkel ließ ihn auf einem seiner Schiffe anheuern. 1749 schwamm Watson im Hafen von Havanna, als er von einem Hai angegriffen wurde. Das Tier biss zweimal zu und verletzte den Jungen am rechten Bein so schwer, dass dieses nach seiner Rettung durch andere Besatzungsmitglieder amputiert werden musste. Watson lag drei Monate lang in einem Krankenhaus und genas.

## Militärische Laufbahn
Als Brook Watson nach Boston zurückkehrte, stellte sich heraus, dass sein Onkel insolvent war. Er nahm 1750 eine Arbeit bei Andrew Huston an, der Handel mit den Franzosen und den nordamerikanischen Ureinwohnern trieb. In Fort Lawrence lernte er 1752 Robert Monckton kennen und wurde dessen Sekretär, und ab 1755 war er gemeinsam mit diesem Beauftragter (commissary) bei der Schlacht von Fort Beauséjour. Drei Jahre später wurde er ausgesandt, um die Deportation der Akadier aus Baie Verte zu überwachen. 1758 war er Commissary unter General James Wolfe bei der Belagerung von Louisbourg.

## Karriere als Kaufmann
1759 ging Brook Watson nach London, um seine kaufmännische Karriere weiter zu betreiben. Er wurde sehr erfolgreich, da er mehrere Partnerschaften mit Kaufleuten in Kanada hatte. Er war in Geschäften unter anderem in London, Montreal und Boston engagiert und handelte unter anderem mit Fisch, Fellen und Holz. 1763 bekam er eine Landzuteilung durch die Regierung von Neuschottland im County Cumberland, das vier Jahre zuvor gegründet worden war. Anfang der 1770er Jahre war er der bedeutendste Kaufmann in Nova Scotia. Besonders eng war seine Zusammenarbeit mit Gouverneur Guy Carleton. Als  sich Carleton beim Obersten Richter Peter Livius im Rahmen einer Klage für Watson verwendete, Livius aber gegen Watson entschied, wurde Livius umgehend als Richter abberufen.
Watson wurde 1772 ein Mitglied des Gründungskomitees von Lloyd’s of London und später zehn Jahre lang dessen Vorsitzender. Er verband seine kaufmännischen Angelegenheiten mit Aktivitäten für die Regierung. Vor dem Amerikanischen Unabhängigkeitskrieg besuchte er Massachusetts, New York und andere Kolonien. In dieser Zeit fing er Briefe an den britischen General Thomas Gage ab, die angeblich beweisen sollten, dass Gage ein Spion sei. Der amerikanische Schriftsteller  William Dunlap nannte Watson einen „Verräter“, der sich bei vielen maßgeblichen Amerikanern eingeschmeichelt habe, um so viele Informationen über ihre Pläne wie möglich von erfahren und diese an seine von ihm „erkorenen Herren“ weiterzugeben.
Im November 1775 begleitete Brook Watson den US-amerikanischen Freiheitskämpfer Ethan Allen als Gefangenen auf einer Seereise von Kanada nach England. Allen schrieb über diese Reise, er sei „in die Gewalt eines englischen Kaufmanns aus London gegeben worden, dessen Name Brook Watson war; einen Mann von bösartigem und grausamem Charakter, der vielleicht in der Ausübung seiner Bösartigkeit von einer Clique von Torys angefacht wurde, die mit ihm nach England segelten.“
1775 wurde Watson vom House of Commons befragt, als über Lord Norths Gesetz debattiert wurde, wonach den Bewohnern von Neuengland die Fischerei im Nordatlantik untersagt werden sollte. 1782 war er als Commissary General bei der Armee tätig, die von Sir Guy Carleton kommandiert wurde, und überwachte nun – 30 Jahre nachdem er die Vertreibung der Akadier beaufsichtigt hatte – die Neuansiedlung von loyalen britischen Untertanen im selben Gebiet.

## Watson als Politiker
Nach seiner Rückkehr von London wurde Brook Watson zum Alderman der Londoner City gewählt. Von 1784 bis 1793 saß er als Abgeordneter für die City of London im britischen House of Commons. Zudem war er 1785 Sheriff von London und Middlesex. Von 1786 bis 1794 war er im Auftrag von Carleton der Vertreter von New Brunswick in London und von 1793 bis 1795 Commissary-General des Duke of York an Albany in Flandern.
1796 wurde Watson Oberbürgermeister von London. Von 1798 bis 1806 diente er als Commissary-General von England. Zudem war er von 1793 bis 1794 und von 1796 bis 1806 Direktor der Bank of England. 1797 wurde er zum Colonel des Londoner Regiments der Milizkavallerie (Yeomanry) ernannt.
Ein satirisches Gedicht spiegelt die Meinung von Brook Watsons politischen Feinden wider:
Oh! Had the monster, who for breakfast ate

That luckless limb, his noblest noddle met,

The best of workmen, nor the best of wood,

Had scarce supply'd him with a head so good.

## Watson und der Hai

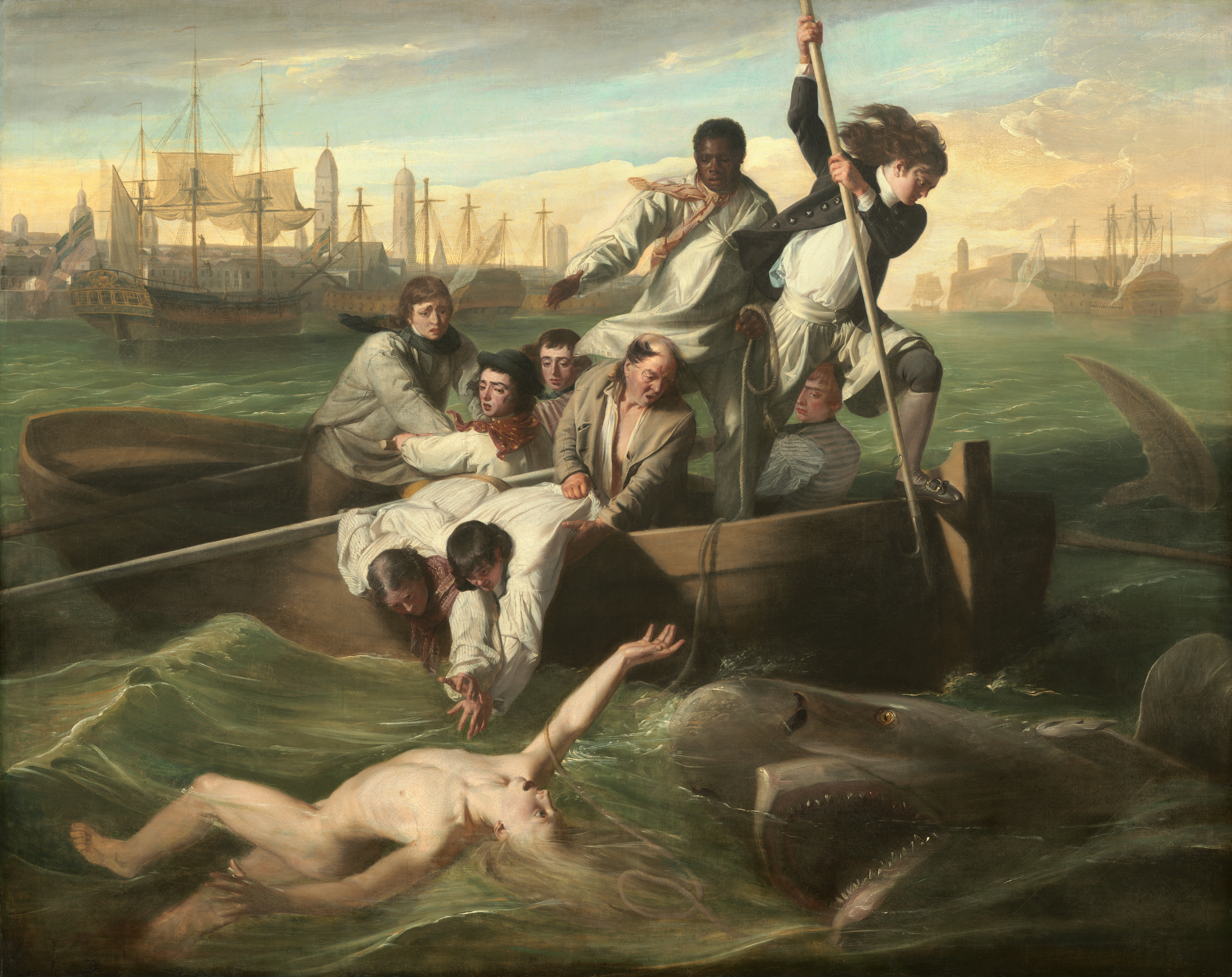
Das Gemälde von Copley zeigt die dramatische Rettung Watsons vor dem Hai.

Um 1774 herum lernte Brook Watson den Maler John Singleton Copley kennen, und Watson beauftragte den Maler, ein Gemälde zu schaffen, das als Watson und der Hai bekannt ist und 1778 fertiggestellt wurde. Das Gemälde wurde im selben Jahr in der Royal Academy ausgestellt und war eine Sensation. Watson hinterließ das Bild seiner Frau mit der Auflage, es nach deren Tod dem Christ's Hospital in London zu überlassen, wo es in der Eingangshalle aufgehängt werden sollte. 1963 verkaufte das Krankenhaus das Gemälde an die National Gallery of Art in Washington.

## Ehe und Adelstitel
1760 heiratete Brook Watson Helen Campbell, die Tochter eines Goldschmiedes aus Edinburgh. Am 5. Dezember 1803 wurde Watson in der Baronetage of the United Kingdom der erbliche Adelstitel eines Baronet, of East Sheen in the County of Surrey, verliehen. Da seine Ehe kinderlos geblieben war, erfolgte die Verleihung mit dem besonderen Zusatz, dass der Titel in Ermangelung eigener männlicher Nachkommen auch an seine Großneffen William Kay († 1850) und Brook Kay (1780–1866) und deren männliche Nachkommen vererbbar sei. Bei Watsons Tod, 1807, erbte Ersterer entsprechend den Titel.